# Europoort

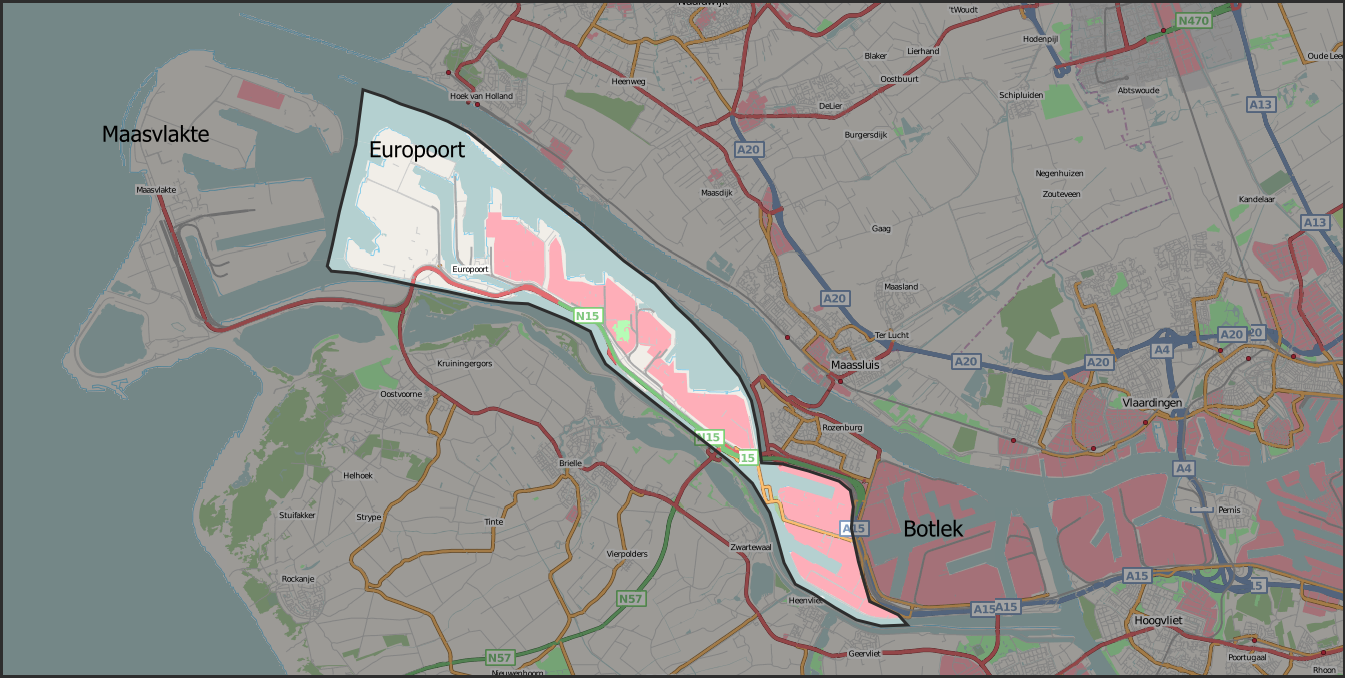
Ubicació d'Europoort

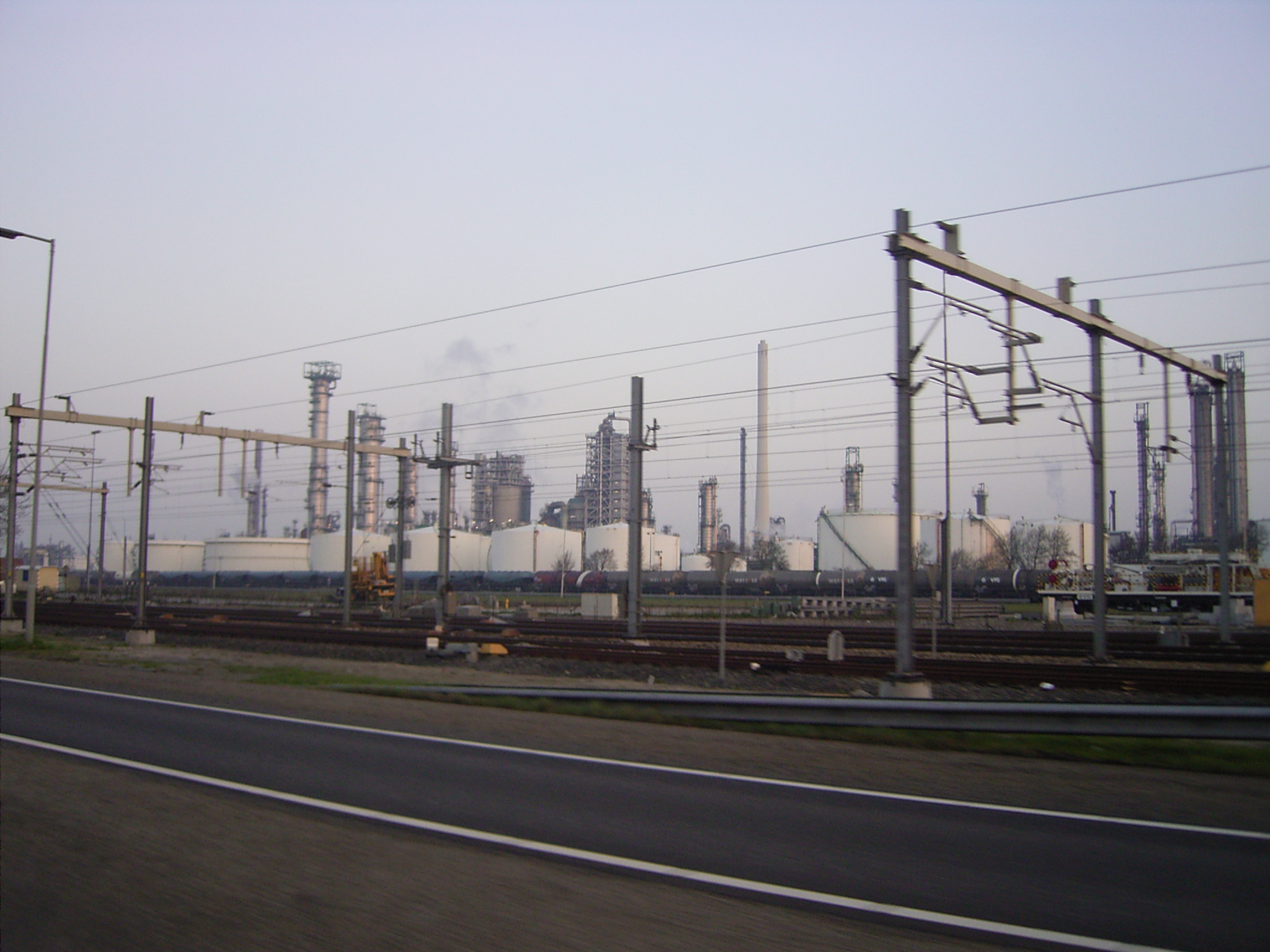
Refineries en la proximitat de Europoort

Europoort (Pronunciació neerlandesa: [ˈøːroːpoːrt], anglès: Eurogate, també "Europort") és un avantport del Port de Rotterdam i àrea industrial contigua dels Països Baixos. Està situat al costat sud de la boca dels rius Rin i Mosa. Té com a rerepaís (àrea d'influència) els Països Baixos, Alemanya, Bèlgica i part de França. L'Europoort és el port més ocupat del món i és considerat una entrada important a Europa.
L'àrea de l'Europoort està fortament industrialitzada amb tancs d'emmagatzematge i refineries petroquímiques, mineral de ferro a granel i maneig de carbó, així com terminals de contenidors i vehicles nous de motor.
L'Europoort està situat a la riva meridional del riu Nieuwe Waterweg, al mateix lloc que l'àrea Maasvlakte. A la riva septentrional del Nieuwe Waterweg es troba el municipi d'Hoek van Holland.

## Desenvolupament de l'Europoort
Rotterdam s'ha anat desenvolupant des d'una ciutat petita a una ciutat portuària important. En segles més primerencs, els molls van ser construïts les ribes del Nieuwe Maas. Al segle xix, les connexions entre Rotterdam i el mar del Nord eren pobres, amb una gran àrea a l'estuari amb moltes petites xarxes de vies navegables entre ells. Els vaixells havien de navegar al voltant del Voorne-Putten per sortir a mar. Això podria durar diversos dies o fins i tot setmanes.
Per millorar la situació, el Nieuwe Waterweg, un gran canal, va ser dissenyat per connectar els rius Rin i Mosa amb el mar. El Nieuwe Waterweg va ser excavat parcialment en aprofundir el llit del canal pel flux natural de l'aigua. No obstant això, en última instància, l'última part va haver de ser excavada també. Rotterdam va aconseguir una connexió directa i amb la profunditat suficient entre les zones marítimes i portuàries. El Nieuwe Waterweg des de llavors s'ha aprofundit en diverses ocasions.
Al llarg dels anys el port va ser ampliat mar endins mitjançant la construcció de nous molls i dàrsenes. Als anys 1970 el port va ser ampliat al mar pel costat sud de la boca del Nieuwe Waterweg per conclusió del Maasvlaktee, una gran àrea de terra reclamada amb més refineries i tancs d'emmagatzematge. Aquest projecte va ser anomenat Europoort, literalment la "Porta a Europa". El projecte Maasvlakte 2 està estenent l'Europoort més cap el mar endins encara.
L'Europort disposa de grans turbines de vent que aprofiten les condicions costaneres.

## Factors d'èxit de l'Europoort
El factor més important que contribueix a la gran quantitat de càrrega naval dins i fora de l'Europort és la presència dels rius Mosa i Rin. A través d'aquests rius, l'Europoort es connecta a la Regió del Ruhr dins Alemanya així com Suïssa, Bèlgica i França. A més a més, l'Europoort està connectat al seu port rival, l'Antwerp pel Canal Escalda-Rin. A banda de la seva funció de trànsit, Rotterdam està connectada a Alemanya per l'autopista A15 i la xarxa de ferrocarril. El 2007, una connexió de ferrocarril extra (el Betuweroute) va ser completada per crear una connexió addicional a la zona del Ruhr.
El servei de transbordador nocturn P&O passenger/car/lorry a Hull, Anglaterra, opera des d'Europoort utilitzant 2 transbordadors: the Pride of Rotterdam i el Kingston upon Hull.